# Indicatiu (aerolínia)
Un indicatiu o callsign (en anglès) és un distintiu internacional d'una aerolínia que normalment és anomenat durant la transmissió radial en l'aviació com a prefix del número de vol.
La relació del nom d'una determinada aerolínia amb el seu indicatiu sol ser semblant per evitar confusió amb un altre indicatiu utilitzat per una altra companyia aèria.

## Designador IATA
El designador d'aerolínies IATA o també anomenat codi de reservació IATA és un codi de dos caràcters el qual designa a diferents aerolínies en el món. Aquests codis són assignats per l'Associació Internacional del Transport Aeri o també anomenada IATA (abreviat de l'anglès International Air Transport Association). Els codis segueixen el format "xx(a)", és a dir, dos caràcters alfanumèrics seguits d'un caràcter alfabètic opcional. Encara que el model estàndard d'IATA està format per tres caràcters, IATA no ha utilitzat el tercer caràcter opcional en cap codi assignat. Això és degut al fet que alguns sistemes informàtics heretats, especialment els sistemes de la central de reserves, no han pogut complir amb l'estàndard malgrat que ha estat en vigor durant més de 20 anys.
Un designador de vols comprèn el designador d'aerolínies IATA, "xx(a)", més els caràcters numèrics que formen el número de vol, "n(n)(n)(n)", a més d'un caràcter opcional anomenat en anglès Operational suffix el qual vindria a significar sufix d'operacions. Alguns exemples serien: IB 0443, US 5603, etc. Els designadors d'aerolínies IATA també s'utilitzen per a identificar una aerolínia amb finalitats comercials com reserves, horaris de vols, targetes d'embarcament i tarifes. Existeixen tres tipus de designadors: únics, numèrics / alfabètics i duplicats controlats. Aquests últims s'utilitzen quan una aerolínia és retirada de la llista de codis IATA i el seu antic codi és reutilitzat per una altra o bé són utilitzats per dues aerolínies regionals de les quals les seves destinacions no coincidiran.

## Designador OACI
El designador d'aerlínies OACI és un codi assignat per l'Organització d'Aviació Civil Internacional o OACI (en anglès: Internacional Civil Aviation Organization) a les companyies operadores d'aeronaus, autoritats aeronàutiques i serveis. A diferència dels designadors d'aerolínies IATA, els codis són únics per aerolínia. Aquests codis varen entrar en funcionament per primera vegada l'any 1967.
Cada companyia operadora d'aeronaus, autoritat aeronàutica i serveis relacionats amb l'aviació internacional se'ls designa un codi de tres lletres i un designador telefònic. Els designadors estan llistats en el Document 8585 de OACI anomenat Designators for Aircraft Operating Agencies, Aeronautical Authorities and Services. Algunes combinacions de lletres no són utilitzades per tal de no produir una confusió amb altres sistemes (per exemple SOS). Altres combinacions, particularment aquelles que comencen per "Y" i "Z" estan reservades per a organitzacions governamentals.

## Exemples d'indicatius
- Iberia LAE - IBERIA
- Air France - AIRFRANS
- KLM - KLM
- Japan Airlines - JAPAN AIR
- British Airways- SPEEDBIRD